# Cerkiew św. Eliasza w Jarosławiu
Cerkiew św. Eliasza – prawosławna cerkiew w Jarosławiu, od 1920 pełniąca funkcje muzealne, po 1991 również użytkowana liturgicznie.

## Historia

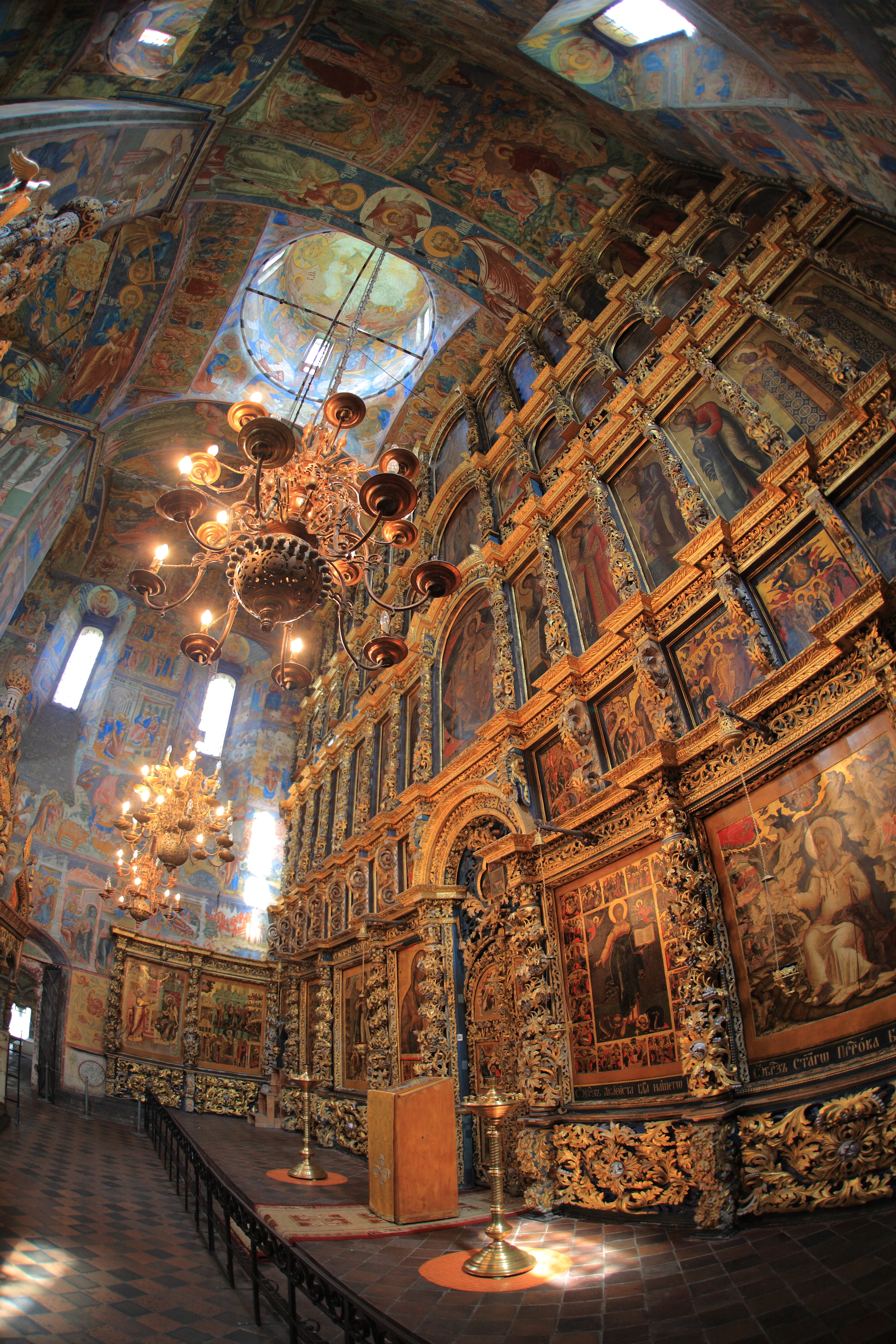
Ikonostas

Świątynia jest prywatną fundacją dwóch jarosławskich kupców, braci Wonifatija i Joannikija Skripinów, wzniesioną na miejscu dwóch starszych drewnianych budynków sakralnych. Została wzniesiona w latach 1647–1650 w stylu typowym dla siedemnastowiecznej architektury sakralnej Jarosławia, stanowiąc zarazem jedno z najwybitniejszych osiągnięć tego okresu w architekturze i sztuce regionu.
Cerkiew była remontowana w latach 1898–1904. Po rewolucji październikowej, w 1920, przestała pełnić funkcje sakralne i została zmieniona w muzeum. Do dziś stanowi jeden z obiektów udostępnianych do zwiedzania w ramach Muzeum-Rezerwatu w Jarosławiu, podobnie jak cerkwie św. Mikołaja Nadieina, Narodzenia Pańskiego, Objawienia Pańskiego i św. Jana Chrzciciela.
Po upadku ZSRR świątynia została ponownie otwarta. Nadal należy do muzeum, jednak odbywają się w niej nabożeństwa. 